# روان‌شناسی عمومی
روانشناسی عمومی (به انگلیسی: General psychology)، شاخه ای از علم روان‌شناسی است.
روان‌شناسی عمومی، پایه و اساس مطالعه علم روانشناسی است که به صورت بنیادین اصول اساسی، مشکلات و روش‌های رشد انسان، اختلالات، آسیب‌شناسی روانی، احساس و هیجان، انگیزه، یادگیری، حافظه، حواس، تفکر، ادراک، پردازش شناختی و هوش را مورد مطالعه قرار می‌دهد.

## تعریف APA
طبق تعریف انجمن روانشناسی آمریکا (APA)، روانشناسی عمومی: مطالعه گسترده اصول اساسی، مشکلات و روشهای اساسی علوم روانشناسی، از جمله زمینه‌هایی مانند رفتار، رشد و پیشرفت انسان، احساسات، انگیزه، یادگیری، حواس، ادراک، فرایندهای تفکر، حافظه، هوش، نظریه شخصیت، تست روانشناختی، اختلالات رفتاری، رفتارهای اجتماعی و سلامت روان، مباشد. این مطالعه از دیدگاه‌های مختلفی از جمله فیزیولوژیکی، تاریخی، نظری، فلسفی و عملی مورد بررسی قرار می‌گیرد.

## کاربردها
روانشناسان عمومی به مردم کمک می کنند تا مسائل زندگی و سلامت روان را به طور موثرتری ارزیابی و به کار ببرند.
یک روانشناس عمومی می تواند به بیماران مبتلا به انواع بیماری های روانی ، مشکلات رابطه ، مشکلات عاطفی و مشکلات رفتاری ، کمک کند. 
روانشناسان عمومی به انسان ها کمک می کنند تا با مسائل و مشکلات زندگی و بیماری های سلامت روان به طور موثرتری کنار بیایند. 
در برخی موارد ، مشکلات ممکن است شامل یک واقعه ناگهانی زندگی ، مانند مرگ یک عزیز باشد. در موارد دیگر ، یک روانشناس عمومی ممکن است در مشکلات طولانی، مانند عزت نفس پایین یا اضطراب ، کمک کند.
روانشناسان عمومی کارهایی را که انجام می دهند به یک جمعیت خاص، بیمار یا یک مشکل خاص محدود نمی کنند. در عوض ، یک روانشناس عمومی ممکن است به بیماران مبتلا به انواع بیماری های روانی ، مانند مشکلات رابطه ، مشکلات عاطفی و مشکلات رفتاری و مشکلات خُلقی، کمک کند.
روانشناسان عمومی ممکن است با کودکان ، نوجوانان و بزرگسالان در هر سنی کار کنند. علاوه بر افراد ، روانشناسان عمومی ممکن است با خانواده ها و زوجین کار کنند. آنها ممکن است بسته به سن بیمار و مشکلشان از تکنیک های مختلفی استفاده کنند.
قبل از اینکه یک روانشناس عمومی بتواند یک برنامه درمانی تهیه کند ، آنها باید مشکل را درک کنند. در بعضی موارد ، بیمار حتی مطمئن نیست که چه چیزی باعث ایجاد احساس های وی شده است. 
روانشناسان عمومی می توانند به افراد کمک کنند تا به دلیل خاصی احساس و رفتار کنند. به عنوان مثال ، یک روانشناس ممکن است ارزیابی های خاصی را انجام دهد ، که می تواند به روشن کردن ویژگی های شخصیتی ، نقاط ضعف و قوت فرد کمک کند. برخی آزمایش ها همچنین می توانند در تشخیص یک بیماری روانی کمک کنند.
این روانشناسان علاوه بر اجرای ارزیابی ها و آزمایش ها ، از تکنیک های مبتنی بر شواهد نیز استفاده می کنند. به عنوان مثال ، آنها ممکن است از گفتاردرمانی برای کمک به بیماران در شناسایی و حل مشکلات خود استفاده کنند.
روانشناسان عمومی از روشهای اضافی درمانی استفاده می کنند. یک نوع روش درمانی ممکن است شامل درمان شناختی رفتاری باشد. در طی این نوع درمان ، روانشناسان به بیماران کمک می کنند تا از روندهای فکری منفی آگاه شوند تا الگوها را تغییر دهند و به شیوه ای مثبت و موثرتر به موقعیت ها پاسخ دهند.
همچنین استفاده از ترکیبی از سبک های درمانی برای روانشناسان عمومی معمول است. نوع دقیق درمان مورد استفاده بستگی به این دارد که کدام یک برای هر بیمار بهتر می باشد.
اگرچه قوانین ممکن است براساس موقعیت جغرافیایی متفاوت باشد ، برخی از روانشناسان عمومی نیز ممکن است در برخی شرایط برای درمان دارو تجویز کنند. در برخی موارد ، ترکیبی از درمان و دارو برای کمک به بیماران در کنار آمدن با مشکل یا شرایط بهداشت روانی استفاده می شود.

## روانشناسان عمومی
روانشناس عمومی، یک متخصص سلامت روان است که  می تواند طیف وسیعی از خدمات روانشناختی را ارائه دهد. 
روانشناسان عمومی به مسائل مختلفی مانند استرس، اضطراب، افسردگی، وسواس و مشکلات ارتباطی می پردازند.
برخلاف روانشناسان بالینی، روانشناسان عمومی در یک حوزه خاص از درمان و سلامت روان تخصص ندارند و همین امر توانمندی آنها را در رویکرد و حوزه تخصصی شان متنوع می‌کند.

روانشناسان عمومی در زمینه تفسیر و اجرای ارزیابی‌ها و تست‌های مختلف آموزش دیده‌اند. این تست‌ها برای تشخیص شرایط یا شناسایی الگوهای تفکر، رفتاری یا احساس خاصی طراحی شده‌اند. از این آزمونها می‌توان برای ارزیابی مهارتهای ذهنی شخصی، نقاط قوت و ضعف شناختی خاص آنها، ویژگیهای شخصیتی آنها، ترجیحات و مهارتهای حرفه ای آنها و عملکرد عصبی روانی استفاده کرد.
با توجه به این توانایی ها، روانشناسان عمومی می‌توانند در زمینه‌های مختلفی کار کنند، گاهی اوقات با برخی از آموزش‌های تخصصی اضافی، که شامل موارد زیر است:
- روانشناسی قانونی
- روان شناسی سلامت
- روانشناسی بالینی
- روانشناسی آموزشی، دانشگاهی، تحقیق و آموزش
- روانشناسی شغلی
- روانشناسی مشاوره
- روانشناسی عصبی
- روانشناسی ورزشی

## مسیر شغلی و حرفه ای
از آنجا که زمینه روانشناسی عمومی بسیار گسترده‌است، روانشناس عمومی می‌ تواند در محیط های متنوعی به ارایه ی خدمات روانشناختی بپردازد، که شامل: 
شیوه‌های خصوصی، که روانشناس می‌تواند به تنهایی اداره و مدیریت کند، یا به عنوان بخشی از تیم روانشناسان دیگر با تخصص‌های خاص، یا حتی انواع دیگری از ارائه دهندگان مراقبت‌های بهداشتی و سلامت جامعه به همکاری و فعالیت بپردازد.